# Jane Austen
Jane Austen (født 16. december 1775 i Steventon, Hampshire, død 18. juli 1817 i Winchester) var engelsk romanforfatter, der primært er kendt for sine seks store romaner, som fortolker, kritiserer og kommenterer den britiske landadel i slutningen af det 18. århundrede. Romanernes plot udforsker ofte kvinders afhængighed af ægteskab i jagten på en gunstig social status og økonomisk sikkerhed. Hendes værker kritiserer den sentimentale roman fra anden halvdel af 1700-tallet og er en del af overgangen til 1800-tallets litterære realisme. Hendes brug af bidende ironi kombineret med realisme og sociale kommentarer har sikret hendes bøger klassikerstatus.
Med udgivelsen af Fornuft og følelse (1811), Stolthed og fordom (1813), Mansfield Park (1814) og Emma (1815), opnåede hun beskeden succes, men kun lidt berømmelse i sin levetid, eftersom bøgerne blev udgivet anonymt. To andre romaner - Northanger Abbey og Kærlighed og svaghed, blev udgivet posthumt i 1818. Endelig påbegyndte hun romanen Sanditon, men døde før dens færdiggørelse. Hun efterlod sig også tre bind af ungdomsskrifter i manuskript samt den korte brevroman Lady Susan og den ufærdige roman The Watsons.
Austens forfatterskab opnåede først for alvor anerkendelse efter hendes død, og hendes seks store romaner har sjældent været ude af print. Der var en væsentligt stigning i hendes omdømme i 1833, da hendes romaner blev genudgivet i Richard Bentleys Standard Novels-serie, illustreret af Ferdinand Pickering, og solgt som et sæt. De opnåede gradvist bredere anerkendelse og en mere populær læserskare. I 1869, 52 år efter hendes død, introducerede hendes nevø, James Edward Austen-Leighs udgivelse af A Memoir of Jane Austen en overbevisende version af hendes forfatterkarriere og angiveligt begivenhedsløse liv, til et ivrigt publikum.
Austen har inspireret en lang række kritiske essays og litterære antologier. Flere af hendes romaner er filmatiseret: Fra 1940'ernes Pride and Prejudice til nyere produktioner som Sense and Sensibility (1995) og Sanditon (2019).

## Biografiske kilder
De biografiske oplysninger om Austens liv er sparsomme, bortset fra få overlevende breve og biografiske noter skrevet af hendes familiemedlemmer. I løbet af hendes levetid kan Austen have skrevet så mange som 3.000 breve, men kun 161 af dem er bevaret. Hendes ældre søster Cassandra brændte eller ødelagde hovedparten af breve, hun havde modtaget i 1843, for at forhindre, at de faldt i hænderne på slægtninge og for at sikre, at "yngre niecer ikke læste nogen af Jane Austens nogle gange skarpe eller ligefremme kommentarer om naboer eller familiemedlemmer". Cassandra havde til hensigt at beskytte familiens omdømme mod hendes søsters hang til ligefremhed; af hensyn til takten udelod hun detaljer om familiens sygdomme og ulykker.
Den første Austen-biografi var Henry Thomas Austens "Biographical Notice" fra 1818. Det dukkede op i en posthum udgave af Northanger Abbey og inkluderede uddrag fra to breve imod andre familiemedlemmers ønsker. Visse detaljer om Austens liv blev fortsat udeladt eller pyntet på i hendes nevøs A Memoir of Jane Austen, udgivet i 1869, og i William og Richard Arthur Austen-Leighs biografi Jane Austen: Her Life and Letters, udgivet i 1913, som begge indeholdt yderligere breve. Austens familie og slægtninge byggede en legende om den "gode stille tante Jane". De portrætterede hende som en kvinde, som var lykkeligst midt i blandt en familie, der støttede hende. Mere nutidige biografier inkluderer gerne andre detaljer, der har været undladt fra brevene og familiebiografierne. Dog beskriver en biografiforfatter udfordringen i at holde fast i et afbalanceret syn på Austen, for at undgå at beskrive hende som "en forbitret, skuffet kvinde fanget i en helt igennem ubehagelig familie ".

## Liv
Jane Austen blev født ved Basingstoke i England som det syvende barn af sognepræst George Austen (1731-1805) og hustru Cassandra (1739-1827). Hun voksede op og levede i det samme landlige middelstandsmiljø, som hun beskriver i sine romaner. Fra barnsben havde hun adgang til familiens bibliotek, der gav hende kendskab til megen og varieret litteratur. I modsætning til sine heltinder forblev Austen ugift trods flere ægteskabstilbud. I 1801 gik hendes far på pension, og familien flyttede til Bath. Efter faderens død i 1805 flyttede hun rundt med sin mor og søster, til de i 1809 slog sig ned i Chawton ved Alton i Hampshire. Her blev hun med undtagelse af få besøg i London til 1817, hvor hun flyttede til Winchester for at være tæt på sin læge. Hun døde samme år og blev begravet i Winchesterkatedralen.

## Forfatterskab
Austens romaner har, trods det særlige 1800-talsmiljø, de udspiller sig i, holdt deres popularitet op gennem årene og hører i dag til de mest populære klassikere med gentagne filmatiseringer. Det skyldes ikke mindst Austens sproglige elegance og fine miljø- og karakterskildringer. Hun mestrer at portrættere sine personer og deres følelser gennem dialog, og den udvikling, personerne gennemgår, bliver skildret uden ét overflødigt ord og med underliggende humor og ironi. Hendes figurer fremstår meget levende og genkendelige. Som anmelder Mogens Knudsen skrev i Information i forbindelse med den første danske oversættelse af Emma: "Alle hendes figurer træder os lyslevende i møde tværs gennem deres historiske mundering. Giv dem andre hatte, bukser eller kjoler på, og vi har dem spadserende rundt imellem os i dag."
Ud fra notater efterladt af hendes søster, har Jane Austens første udkast til Sense and Sensibility været en brevroman med titlen Elinor and Marianne, skrevet så tidligt som omkring 1785, da hun var omkring 19 år. I november 1797 genoptog hun arbejdet og omdannede manuskriptet fra brevroman til fortællende roman. I Chawton foretog hun de endelige omskrivninger i 1809/10, og med sin bror Henry som agent fik hun antaget Sense and Sensibility af forlæggeren Thomas Egerton.
I et brev til sin nevø James Edward Austen-Leigh beskrev Jane Austen sit arbejde som: "a little bit of ivory, on which I work with so fine a brush, as produces little effect after much labour." (Et lille stykke elfenben, på hvilket jeg arbejder med så fin en børste, at det kun resulterer i en lille virkning trods meget arbejde.)
Kun fire romaner blev udgivet i Austens egen levetid: Fornuft og følelse, Stolthed og fordom, Mansfield Park og Emma, hvoraf Mansfield Park var den største salgssucces. Northanger Abbey, der blev færdiggjort i 1803, og Overtalelse, der lå færdig lige inden Austens død i 1817, blev udgivet posthumt i 1818 i en samlet udgave. Ungdomsromanen Lady Susan, der afviger en del fra de øvrige værker, blev først udgivet i 1871 sammen med de to ufærdige romaner Sandition og The Watsons.

### Romaner
- Sense and Sensibility (1811) (dansk 1855/56, 1974: Fornuft og følelse)
- Pride and Prejudice (1813) (dansk 1929, 1952, 2006: Stolthed og fordom)
- Mansfield Park (1814) (dansk 1974, 2015)
- Emma (1815) (dansk 1958, 1978, 2013)
- Northanger Abbey (1803), udgivet posthumt i 1818 (dansk 1975: Catherine, Northanger Abbedi / Northanger Abbey)
- Persuasion (1817), udgivet posthumt i 1818 (dansk 1975: Kærlighed og svaghed / Lydighed og længsel / Overtalelse)
- Lady Susan (1795), udgivet posthumt i 1871 (dansk 1945, 2010)

### Ufærdig fiktion
- The Watsons (1804-05), udgivet posthumt i 1871 (dansk 2010)
- Sanditon (1817), udgivet posthumt i 1871 (dansk 2010)

Alle Jane Austens værker foreligger også på dansk som lydbøger.

## Udvalgte filmatiseringer
Austens romaner er hyppigt filmatiseret både til det store lærred og som serier:
| år   | titel                     | medie                                                                     | skuespillere                                                 |
| ---- | ------------------------- | ------------------------------------------------------------------------- | ------------------------------------------------------------ |
| 1940 | Pride and Prejudice       | film                                                                      | Greer Garson, Laurence Olivier, Mary Boland                  |
| 1971 | Persuasion                | serie BBC                                                                 | Ann Firbank, Bryan Marshall, Basil Dignam                    |
| 1972 | Emma                      | serie BBC                                                                 | Doran Godwin, John Carson, Donald Eccles                     |
| 1980 | Pride and Prejudice       | film                                                                      | Elizabeth Garvie, Desmond Adams, David Rintoul               |
| 1981 | Sense and Sensibility     | serie BBC                                                                 | Irene Richard, Tracey Childs, Bosco Hogan                    |
| 1983 | Mansfield Park            | serie BBC                                                                 | Sylvestra Le Touzel, Nicholas Farrell, Robin Langford        |
| 1986 | Northanger Abbey          | serie BBC                                                                 | Katharine Schlesinger, Peter Firth, Robert Hardy             |
| 1995 | Pride and Prejudice       | serie BBC                                                                 | Colin Firth, Jennifer Ehle, David Bamber                     |
| 1995 | Persuasion                | serie BBC                                                                 | Amanda Root, Ciarán Hinds, Susan Fleetwood                   |
| 1995 | Sense and Sensibility     | film                                                                      | Emma Thompson, Hugh Grant, Kate Winslet, Alan Rickman        |
| 1995 | Clueless                  | film -inspireret af "Emma"                                                | Alicia Silverstone, Paul Rudd                                |
| 1996 | Emma                      | tv-film ITV                                                               | Kate Beckinsale, Samantha Morton, Mark Strong                |
| 1996 | Emma                      | film                                                                      | Gwyneth Paltrow, Jeremy Northam, Alan Cumming, Toni Collette |
| 1999 | Mansfield Park            | film                                                                      | Frances O'Connor, Jonny Lee Miller, Hugh Bonneville          |
| 2001 | Bridget Jones' dagbog     | film baseret på Bridget Jones' dagbog, inspireret af "Stolthed og fordom" | Renée Zellweger, Colin Firth, Hugh Grant                     |
| 2003 | Pride and Prejudice       | film                                                                      | Kam Heskin, Orlando Seale, Ben Gourley                       |
| 2004 | Bride and Prejudice       | Bollywood film                                                            | Aishwarya Rai, Martin Henderson, Nadira Babbar               |
| 2005 | Pride and Prejudice       | film                                                                      | Keira Knightley, Talulah Riley, Rosamund Pike                |
| 2007 | Northanger Abbey          | tv-film ITV                                                               | Felicity Jones, JJ Feild, Carey Mulligan                     |
| 2007 | Persuasion                | serie ITV                                                                 | Sally Hawkins, Rupert Penry-Jones, Anthony Head              |
| 2007 | Mansfield Park            | tv-film ITV                                                               | Billie Piper, Jemma Redgrave, Blake Ritson                   |
| 2008 | Sense and Sensibility     | serie BBC                                                                 | Charity Wakefield, Hattie Morahan, David Morrissey           |
| 2009 | Emma                      | serie BBC                                                                 | Romola Garai, Jonny Lee Miller, Michael Gambon               |
| 2010 | Aisha                     | indisk film                                                               | Sonam Kapoor, Abhay Deol                                     |
| 2013 | The Lizzie Bennet Diaries | web-serie på Youtube                                                      | Ashley Clements, Julia Cho, Laura Spencer, Mary Kate Wiles   |
| 2019 | Sanditon                  | serie på TV                                                               | Rose Williams, Theo James, Ben Lloyd-Hughes                  |
| 2020 | Emma                      | film                                                                      | Anya Taylor-Joy, Johnny Flynn                                |
| 2022 | Persuasion                | Netflix film                                                              | Dakota Johnson, Cosmo Jarvis                                 |